# Dia Mundial da Prevenção do Afogamento
O Dia Mundial da Prevenção do Afogamento é uma data comemorada em 25 de julho desde 2021, estabelecida nesse mesmo ano pela Assembleia Geral das Nações Unidas.

## Proclamação
O Dia Mundial da Prevenção do Afogamento foi instituído em 28 de abril de 2021 pela Organização das Nações Unidas (ONU), visando aumentar a conscientização global sobre as consequências graves e muitas vezes evitáveis dos afogamentos, promovendo medidas eficazes para prevenir esses acidentes.

## Celebração
Este dia é comemorado anualmente em 25 de julho desde 2021. Esta data foi escolhida para promover a conscientização pública ao nível mundial durante o período do ano em que muitas atividades aquáticas ocorrem, maximizando assim o impacto das campanhas de prevenção e destacando a importância de coordenar esforços entre governos, organismos internacionais e a sociedade civil para implementar estratégias de prevenção eficazes. A Organização Mundial da Saúde é responsável pelos preparativos associados a esta celebração.